# Champ-sur-Layon
Champ-sur-Layon és un municipi francès situat al departament de Maine i Loira i a la regió de País del Loira. L'any 2007 tenia 949 habitants.

## Demografia

### Població
El 2007 la població de fet de Champ-sur-Layon era de 949 persones. Hi havia 364 famílies de les quals 96 eren unipersonals (56 homes vivint sols i 40 dones vivint soles), 104 parelles sense fills, 152 parelles amb fills i 12 famílies monoparentals amb fills.
La població ha evolucionat segons el següent gràfic:
Habitants censats

### Habitatges
El 2007 hi havia 412 habitatges, 376 eren l'habitatge principal de la família, 24 eren segones residències i 12 estaven desocupats. 400 eren cases i 11 eren apartaments. Dels 376 habitatges principals, 269 estaven ocupats pels seus propietaris, 102 estaven llogats i ocupats pels llogaters i 5 estaven cedits a títol gratuït; 1 tenia una cambra, 15 en tenien dues, 71 en tenien tres, 80 en tenien quatre i 209 en tenien cinc o més. 327 habitatges disposaven pel capbaix d'una plaça de pàrquing. A 178 habitatges hi havia un automòbil i a 182 n'hi havia dos o més.

### Piràmide de població
La piràmide de població per edats i sexe el 2009 era:
| Homes | Edats   | Dones |
| ----- | ------- | ----- |
| 0     | 95 o +  | 0     |
| 4     | 90 a 94 | 4     |
| 4     | 85 a 89 | 4     |
| 12    | 80 a 84 | 12    |
| 20    | 75 a 79 | 8     |
| 28    | 70 a 74 | 16    |
| 12    | 65 a 69 | 12    |
| 12    | 60 a 64 | 20    |
| 40    | 55 a 59 | 28    |
| 40    | 50 a 54 | 24    |
| 28    | 45 a 49 | 32    |
| 28    | 40 a 44 | 20    |
| 24    | 35 a 39 | 32    |
| 20    | 30 a 34 | 28    |
| 36    | 25 a 29 | 24    |
| 16    | 20 a 24 | 20    |
| 16    | 15 a 19 | 32    |
| 44    | 10 a 14 | 32    |
| 12    | 5 a 9   | 28    |
| 8     | 0 a 4   | 28    |

## Economia
El 2007 la població en edat de treballar era de 583 persones, 465 eren actives i 118 eren inactives. De les 465 persones actives 434 estaven ocupades (237 homes i 197 dones) i 31 estaven aturades (10 homes i 21 dones). De les 118 persones inactives 48 estaven jubilades, 38 estaven estudiant i 32 estaven classificades com a «altres inactius».

### Ingressos
El 2009 a Champ-sur-Layon hi havia 381 unitats fiscals que integraven 973,5 persones, la mediana anual d'ingressos fiscals per persona era de 16.307 €.

### Activitats econòmiques
Dels 30 establiments que hi havia el 2007, 1 era d'una empresa alimentària, 1 d'una empresa de fabricació de material elèctric, 4 d'empreses de fabricació d'altres productes industrials, 9 d'empreses de construcció, 4 d'empreses de comerç i reparació d'automòbils, 1 d'una empresa d'hostatgeria i restauració, 2 d'empreses financeres, 3 d'empreses immobiliàries, 4 d'empreses de serveis i 1 d'una empresa classificada com a «altres activitats de serveis».
Dels 10 establiments de servei als particulars que hi havia el 2009, 1 era un taller de reparació d'automòbils i de material agrícola, 2 paletes, 1 guixaire pintor, 2 fusteries, 1 lampisteria, 1 electricista, 1 perruqueria i 1 restaurant.
Dels 2 establiments comercials que hi havia el 2009, 1 era una botiga de menys de 120 m² i 1 una fleca.
L'any 2000 a Champ-sur-Layon hi havia 45 explotacions agrícoles que ocupaven un total de 1.560 hectàrees.

## Equipaments sanitaris i escolars
El 2009 hi havia una escola elemental.

## Poblacions més properes
El següent diagrama mostra les poblacions més properes.